# Schistidium celatum
Schistidium celatum là một loài Rêu trong họ Grimmiaceae. Loài này được (Cardot) B.G. Bell mô tả khoa học đầu tiên năm 1984.